# Воейков, Сергей Валерианович
Серге́й Валериа́нович Вое́йков (1861 — после 1937) — русский публицист и правый политический деятель, товарищ председателя Русского Собрания. Член Государственной думы от Тамбовской губернии.

## Биография
Православный. Из потомственных дворян. Землевладелец села Нестерово Елатомского уезда (800 десятин).
Окончил Александровский лицей IX классом с золотой медалью(1881). В течение двух лет служил в Варшавском генерал-губернаторстве, затем — чиновником особых поручений при министре внутренних дел. Дослужился до чина тайного советника (1907).
Писал исторические очерки и рассказы, занимался публицистикой под псевдонимами Нестеров и Древлянин. Издавал правую газету «Тамбовский край» (1907—1916), издавал и редактировал литературные журналы «Нева» (1906—1914) и «Улей» (1912—1914).
Занимался общественной деятельностью: избирался гласным Елатомского уездного и Тамбовского губернского земств, состоял вице-директором канцелярии совета Императорского Человеколюбивого общества. C 1901 года был членом Русского собрания, а в 1905 вступил в Отечественный союз. На выборах в I Государственную Думу баллотировался от него в выборщики по Литейной части Санкт-Петербурга. Также входил в Центральный совет Всероссийского союза земельных собственников. Участвовал в работе Союза Михаила Архангела, входил в редакционную комиссию «Книги русской скорби».
В 1907 году был избран членом III Думы от Тамбовской губернии. Входил во фракцию правых: в 1908 был избран в Совет фракции, а в 1908—1909 годах был товарищем председателя Совета фракции. Был докладчиком по проверке прав членов ГД и председателем 4-го отдела ГД. Состоял секретарем комиссии о путях сообщения, товарищем председателя комиссии по рабочему вопросу, а также членом комиссий: бюджетной, финансовой, по направлению законодательных предположений, по исполнению государственной росписи доходов и расходов, по чиншевому вопросу, для рассмотрения штата Канцелярии Думы, по государственной обороне.
Был членом Всероссийского национального клуба: входил в его издательскую комиссию и редактировал «Известия Всероссийского национального клуба». В апреле 1911 года был избран членом Совета Русского собрания, а в марте 1912 — товарищем председателя РС, однако уже 1 ноября 1912 сложил полномочия члена Совета и товарища председателя РС. Редактировал «Вестник Русского собрания». В 1911 году вступил в Русское окраинное общество.
На выборах в IV Думу был забаллотирован съездом землевладельцев Елатомского уезда.
В Первую мировую войну состоял уполномоченным Министерства земледелия по заготовкам для армии.
После Октябрьской революции в эмиграции. Был директором русской консерватории в Париже, сотрудничал в издании «Последние новости».

## Награды
- Медаль «В память царствования императора Александра III».